# Dresden (Kansas)
Dresden ist ein Ort im Decatur County im US-Bundesstaat Kansas in den Vereinigten Staaten. Das U.S. Census Bureau hat bei der Volkszählung 2020 eine Einwohnerzahl von 43 ermittelt.

## Sozialstruktur
Es gibt einen leichten Männerüberschuss. Die meisten Einwohner sind verheiratet und leben in einer Familie, einige auch mit Kindern unter 18 Jahren. Das Durchschnittseinkommen beträgt 25.000 Dollar, meist arbeitet nur eine Person des Haushalts. Niemand lebt unter der Armutsgrenze und alle sind weiße Amerikaner (Stand 2000).

## Bevölkerung
Die Bevölkerung nimmt in den letzten Jahrzehnten ab (1990: 73 Einw., 2000: 51). Nach der Volkszählung von 2010 gab es 41 Personen, 19 Haushalte und 12 Familien in der Stadt. Die Bevölkerungsdichte betrug 43,6 Einwohner pro Quadratmeile (16,8 km²). Es gab 29 Wohneinheiten. In der Stadt waren 100,0 % weiße Personen. Das Durchschnittsalter in der Stadt war 49,8 Jahre. 22 % (9 Personen) der Einwohner waren unter dem Alter von 18 Jahren; 0,0 % waren im Alter zwischen 18 und 24; 19,5 % (8 Personen)  waren zwischen 25 und 44; 24,4 % (10 Personen) waren zwischen 45 und 64, und 34,1 % (14 Personen) waren 65 Jahre alt oder älter. 51,2 % (21 Personen) der Einwohner waren männlich und 48,8 % (20 Personen) weiblich.